# Paedagogium
Il cosiddetto Pedagogium è un edificio del complesso del palazzo di Domiziano sul colle Palatino, situato al livello sottostante l'esedra della facciata della Domus Augustana.

## Storia
Sul sito esisteva una domus tardo-repubblicana (la Domus Gelotiana) acquistata poi da Caligola. In seguito Domiziano fece costruire una sorta di appendice al palazzo imperiale.
Si tratta di una sorta di collegio, destinato in particolare alla formazione dei paggi imperiali provenienti verosimilmente da classi sociali medioalte.
È di epoca domizianea ed è stato scavato nel 1857 su incarico dell'allora proprietario dell'edificio, lo zar Nicola I di Russia.

## Descrizione
Si articolava su due file di stanze separate da un cortile: l'aspetto odierno è però frutto di restauri effettuati con materiali della sovrastante Domus Augustana e solo la colonna superstite è connessa all'edificio. A nord si trova un'esedra, non in asse al centro dell'edificio, circondata da nove ambienti, alcuni dei quali hanno resti di pitture di terzo stile. Particolarmente interessanti sono i graffiti incisi sulle pareti, tra i quali spicca quello famoso dell'Asino crocifisso (Graffito di Alessameno) e l'iscrizione in greco "Alexamenos adora il (suo) dio", probabile critica al nascente Cristianesimo, oggi conservata all'Antiquarium del Palatino. I nomi su questi graffiti sono quasi sempre in greco, per cui si tratta verosimilmente di schiavi. Ricorre spesso la formula "exit de Paedagogio" ("esce dal Pedagogio"), che ha fatto nascere l'attribuzione del nome all'edificio.
Qui infatti dovevano venire istruiti gli schiavi imperiali.

## Istituzione
Il Paedagogium era anche l'istituzione per istruire gli schiavi bambini destinati a servire le classi più agiate, apprendendo la lettura e la scrittura. È verosimile che il paedagogium sia stato un elemento comune e caratteristico di una casa opulenta durante l'intero periodo per il quale i paedagogia sono attestati e cioè da Tiberio ai Severi.
Non è invece chiaro che tipo di tirocinio venisse normalmente impartito. Talvolta vi si insegnava a leggere e scrivere, ma più frequentemente le fonti parlano di istruzione a preparare e a servire il cibo.